# سوزان كلوتير
سوزان كلوتير هي ممثلة كندية، ولدت في 10 يوليو 1923 بأوتاوا في كندا، وتوفيت في 2 ديسمبر 2003 في كندا بسبب سرطان وسرطان الكبد.

## وصلات خارجية
- سوزان كلوتير على موقع IMDb (الإنجليزية)
- سوزان كلوتير على موقع ألو سيني (الفرنسية)
- سوزان كلوتير على موقع أول موفي (الإنجليزية)
- سوزان كلوتير على موقع قاعدة بيانات الأفلام السويدية (السويدية)
- سوزان كلوتير على موقع إن إن دي بي (الإنجليزية)
- سوزان كلوتير على موقع قاعدة بيانات الفيلم (الإنجليزية)
- سوزان كلوتير على موقع كينوبويسك (الروسية)